# Renan Buiatti
Renan Zanatta Buiatti (ur. 10 stycznia 1990 w Uberlândii) – brazylijski siatkarz, grający na pozycji atakującego, reprezentant Brazylii.

## Przebieg kariery
| 2009–2013                                                                                     | ADCM São Bernardo     |
| 2013–2014                                                                                     | SESI São Paulo        |
| 2014–2015                                                                                     | CMC Rawenna           |
| 2015–2016                                                                                     | Vero Volley Monza     |
| 2016                                                                                          | Sada Cruzeiro Vôlei1  |
| 2016–2017                                                                                     | UFJF Juiz de Fora     |
| 2017–2018                                                                                     | SESC Rio de Janeiro   |
| 2018–2019 (do 31.01.2019)                                                                     | BCC Castellana Grotte |
| 2019 (od 01.02.2019)                                                                          | Sorgun Belediyespor   |
| 2019–2020                                                                                     | Vôlei Renata/Campinas |
| 2020–2022                                                                                     | Vôlei São José        |
| 2022–                                                                                         | Tourcoing LM          |
| 1 (Został zawodnikiem Sady Cruzeiro Vôlei wyłącznie tylko na Klubowe Mistrzostwa Świata 2016) |                       |

## Sukcesy klubowe
Mistrzostwo Brazylii:
- 2014[4]
- 2018

Klubowe Mistrzostwa Świata:
- 2016

## Sukcesy reprezentacyjne
Mistrzostwa Świata Juniorów:
- 2009

Letnia Uniwersjada:
- 2011

Puchar Panamerykański:
- 2013

Igrzyska Panamerykańskie:
- 2015

Mistrzostwa Ameryki Południowej:
- 2015, 2017

Liga Światowa:
- 2017

Puchar Wielkich Mistrzów:
- 2017

## Nagrody indywidualne
- 2009: Najlepszy blokujący Mistrzostw Świata Juniorów
- 2013: Najlepszy atakujący Pucharu Panamerykańskiego
- 2015: Najlepszy atakujący Igrzysk Panamerykańskich
- 2017: Najlepszy blokujący brazylijskiej Superligi w sezonie 2016/2017